# Лайон (округ, Міннесота)
Шаблон:StateAbbr_ 44°25′ пн. ш. 95°50′ зх. д. / 44.41° пн. ш. 95.84° зх. д.
Округ Лайон (англ. Lyon County) — округ (графство) у штаті Міннесота, США. Ідентифікатор округу 27083.

## Історія
Округ утворений 1869 року.

## Демографія
За даними перепису
2000 року
загальне населення округу становило 25425 осіб, зокрема міського населення було 12650, а сільського — 12775.
Серед мешканців округу чоловіків було 12433, а жінок — 12992. В окрузі було 9715 домогосподарств, 6331 родин, які мешкали в 10298 будинках.
Середній розмір родини становив 3,09.
Віковий розподіл населення поданий у таблиці:
| Стать    | До 15 років | 15-21 | 22-29 | 30-39 | 40-49 | 50-65 | 65-85 | Понад 85 |
| -------- | ----------- | ----- | ----- | ----- | ----- | ----- | ----- | -------- |
| Чоловіки | 2745        | 1676  | 1409  | 1682  | 1794  | 1657  | 1275  | 195      |
| Жінки    | 2630        | 1817  | 1252  | 1625  | 1848  | 1588  | 1775  | 457      |

## Суміжні округи
- Єллоу-Медісін — північ
- Редвуд — схід
- Маррей — південь
- Пайпстоун — південний захід
- Лінкольн — захід

## Виноски
1. ↑  US Decennial Census. US Census Bureau. Архів оригіналу за 4 квітня 2018. Процитовано 21 жовтня 2014.
2. ↑  Historical Census Browser. University of Virginia Library. Архів оригіналу за 11 серпня 2012. Процитовано 21 жовтня 2014.
3. ↑  Population of Counties by Decennial Census: 1900 to 1990. US Census Bureau. Архів оригіналу за 4 серпня 2014. Процитовано 21 жовтня 2014.
4. ↑  Census 2000 PHC-T-4. Ranking Tables for Counties: 1990 and 2000 (PDF). US Census Bureau. Архів оригіналу (PDF) за 18 грудня 2014. Процитовано 21 жовтня 2014.
5. ↑  State & County QuickFacts. Бюро перепису населення США. Архів оригіналу за 7 червня 2011. Процитовано 1 вересня 2013.(англ.) Наведено за англійською вікіпедією.
6. ↑  American FactFinder. Бюро перепису населення США. Архів оригіналу за 20 березня 2010. Процитовано 31 січня 2008.

| США | Це незавершена стаття з географії США. Ви можете допомогти проєкту, виправивши або дописавши її. |